# Соколовка (Калининградская область)
Соколовка — посёлок в Калининградской области России. Входил в состав Добринского сельского поселения в Гурьевском районе.

## История
В 1946 году Дамерау был переименован в поселок Сосновку.

## Население
| 2002 | 2010 |
| ---- | ---- |
| 6    | ↗7   |

В 1910 году в Дамерау проживало 220 человек, в 1933 году — 305 человек, в 1939 году — 354 человека.